# Antonio Hidalgo Morilla
Antonio Hidalgo (Granollers, 6 de febrer de 1979), natural de Canovelles, és un futbolista català ja retirat que ocupava la posició de migcampista. Pôsteriorment fa d'entrenador de futbol.
Com a jugador, tenia vocació ofensiva, més físic que tècnic però no exent de qualitat, solia moure's per la meitat dreta de l'atac i definir ajudant-se de la seva potència de xut. Acumulà un total de gairebé 600 partits oficials en categories professionals i amateurs. És el tercer jugador amb més partits a Segona A de la història (412).

## Trajectòria
Format al planter del FC Barcelona, va arribar a jugar dues temporades amb el Barça B, essent titular habitual al costat de jugadors com Xavi i Puyol. Gaudí a més d'un parell de partits amb el primer equip: un amistós a la temporada 1998-1999 i, el 22 de febrer del 2000, la semifinal de la Copa Catalunya davant el CF Balaguer (0-1).
El setembre següent fou cedit un any al CD Tenerife amb opció de compra. Debutaria amb el club chicharrero el 10 de setembre substituint a Basavilbaso en el minut 14 del partit contra l'Sporting de Gijón (1-0). Hidalgo s'estrenà a Primera Divisió a la temporada 2001-2002. Tot i ser suplent al principi, el migcampista es va fer un lloc a l'equip titular a partir del 2003.
L'estiu del 2005 fitxa pel Màlaga CF. El conjunt andalús estava a la màxima categoria, però acabaria el cuer. El català hi marcaria 4 gols en 35 partits, bona part com a suplent. Amb els andalusos a Segona Divisió, es convertiria en un dels jugadors més valuosos i peça clau de l'ascens a Primera del 2008, on acabaria la temporada amb 14 gols.
El seu bon paper al Màlaga possibilità el seu fitxatge pel Reial Saragossa però fou cedit al CA Osasuna durant el mercat d'hivern. L'any posterior fitxà per l'Albacete Balompié però en rescindí el contracte en acabar la primera campanya per tornar al CD Tenerife. En el mercat d'hivern de la temporada 2011-2012 fitxà pel CE Sabadell FC on arribaria a ser el capità de l'equip. Després de tres temporades al club vallesà, Hidalgo recalà l'agost del 2015 a la UE Cornellà on penjà les botes als dos mesos de competició.